# 도요사키촌 (아오모리현)
도요사키촌(豊崎村)은 아오모리현 산노헤군에 설치되었던 촌이다.

## 연혁
- 1889년 4월 1일 - 정촌제 시행에 의해 산노헤군 도요마나이촌, 나나사키촌, 사카이자와촌과 합병해, 도요사키촌을 발족하였다.
- 1955년 10월 19일 - 도요사키촌의 일부가 고노헤정에 편입되었다.
- 1955년 10월 20일 - 하치노헤시에 편입되어 소멸하였다.